# Trell Kimmons
Trell Kimmons (* 13. Juli 1985 in Coldwater, Mississippi) ist ein US-amerikanischer Sprinter.

## Karriere

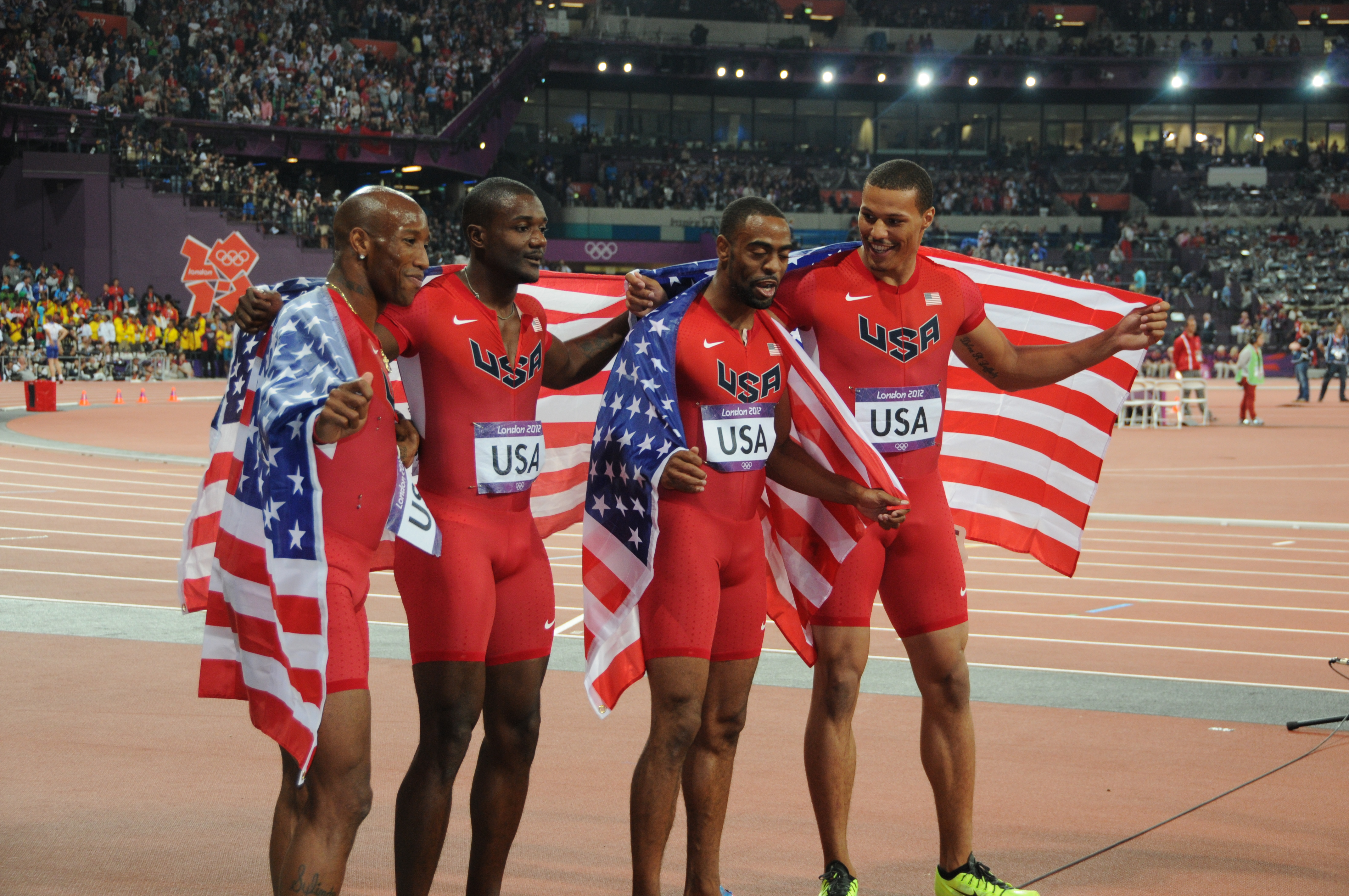
Kimmons (links) 2012 bei den Olympischen Spielen in London

2004 startete er erstmals im Profibereich und stellte im Laufe des Jahres mit 10,39 s seine erste Bestleistung auf. Bei den Juniorenweltmeisterschaften errang er mit der 4-mal-100-Meter-Staffel die Goldmedaille. Im nächsten Jahr lief er dann auch die 200-Meter-Distanz.
2010 lief er bei den Hallenweltmeisterschaften 2010 in Doha auf 60 Meter mit 6,59 s auf den vierten Platz, zwei Jahre später landete er bei den Hallenweltmeisterschaften in Istanbul ebenfalls auf Rang vier. Zuvor hatte er im Februar mit 6,45 s auf 100 Meter seine neue persönliche Bestleistung und gleichzeitig auch die Weltjahresbestzeit aufgestellt.
Bei den Olympischen Spielen in London gewann er im 4-mal-100-Meter-Staffelwettbewerb zusammen mit Justin Gatlin, Tyson Gay und Ryan Bailey Silber, mit 37,04 stellten sie gleichzeitig einen neuen Landesrekord auf. Aufgrund einer positiven Dopingprobe Gays wurde ihnen im Mai 2015 die Medaille wieder aberkannt. Im September 2016 wurde Kimmons selbst positiv getestet und wegen Dopings für zwei Jahre gesperrt.

## Statistiken

### Persönliche Bestleistungen
| Disziplin | Zeit (s) | Ort           | Datum            |
| --------- | -------- | ------------- | ---------------- |
| 50 m      | 5,68     | New York, USA | 28. Januar 2012  |
| 60 m      | 6,45     | Albuquerque   | 26. Februar 2012 |
| 100 m     | 9,95     | Zürich        | 19. August 2010  |
| 200 m     | 20,37    | Eugene        | 28. Juni 2009    |